# شجرة بحث ثنائية

في علم الحاسوب، شجرة بحث ثنائية (بالإنجليزية: Binary Search Tree)‏ اختصارًا (BST)، والتي يطلق عليها أيضًا أحيانًا شجرة بحث ثنائية مرتبة أو منظمة، هي شجرة ثنائية التي لديها هذه الخصائص التالية:

- الشجرة الجزئية اليسرى لعقدة ما تحتوي فقط على عقد مع قيم أقل من قمية العقدة نفسها.
- الشجرة الجزئية اليمنى لعقدة ما تحتوي فقط على عقد مع قيم أكبر من قمية العقدة نفسها.
- كلتا الشجرتين الجزئيتين اليمنى واليسرى هما شجرتا بحث ثنائيتان.

بشكل عام، المعلومات التي تمثلها كل عقدة هي سجلات وليست فقط عناصر بيانات أحادية.
الميزة الرئيسية لأشجار البحث الثنائيين على بنى بيانات هي أن خوارزميات الترتيب وخوارزميات البحث المتعلقة بالإمكان أن تكون كفؤ جدا.

## عمليات
العمليات على شجرة البحث الثنائية تطلب مقارنات بين العقد. هذه المقارنات تتم عن طريق استدعاء مقارن (comparator)، والذي هو عبارة عن دالة التي تحسب الترتيب لأي قيمتين. ويكون معرفا حسب اللغة المنفذة بها الشجرة.

### بحث
البحث في شجرة بحث ثنائية على قيمة معينة يمكن أن يكون عوديا (recursive) أو تكرايا (iterative). الشرح هنا يغطي الطريقة العودية.
نبدأ بفحص العقدة الجذر. إذا كانت الشجرة null، إذن القيمة المراد البحث عنها لا توجد في الشجرة. وإلا، إذا كانت القيمة مساوية للجذر، ينجح البحث. إذا كانت القيمة أصغر من الجذر، نبحث في الشجرة الفرعية اليسرى. بصورة مشابهة، إذا كانت أكبر من الجذر، نبحث في الشجرة الفرعية اليمنى. نكرر هذه العملية حتى يتم إيجاد القيمة أو نصل إلا شجرة فرعية null. إذا لم يتم إيجاد القيمة المراد البحث عنها قبل أن نصل إلى شجرة فرعية null، إذن العنصر غير موجود في الشجرة.
هذه هي خوارزمية البحث في لغة بايثون:
```
# 'node' refers to the parent-node in this case

 
def
 
search_binary_tree
(
node
,
 
key
):

     
if
 
node
 
is
 
None
:

         
return
 
None
  
# key not found

     
if
 
key
 
<
 
node
.
key
:

         
return
 
search_binary_tree
(
node
.
leftChild
,
 
key
)

     
elif
 
key
 
>
 
node
.
key
:

         
return
 
search_binary_tree
(
node
.
rightChild
,
 
key
)

     
else
:
  
# key is equal to node key

         
return
 
node
.
value
  
# found key

```

أو بلغة هاسكل:
```
 
searchBinaryTree
 
_
   
NullNode
 
=
 
Nothing

 
searchBinaryTree
 
key
 
(
Node
 
nodeKey
 
nodeValue
 
(
leftChild
,
 
rightChild
))
 
=

     
case
 
compare
 
key
 
nodeKey
 
of

       
LT
 
->
 
searchBinaryTree
 
key
 
leftChild

       
GT
 
->
 
searchBinaryTree
 
key
 
rightChild

       
EQ
 
->
 
Just
 
nodeValue

```

هذه العملية تطلب زمن (O(log n بالحالة المتوسطة، ولكن تطلب (O(n بأسوء حالة.
على افتراض أن BinarySearchTree هي كلاس يحتوي على دالة 
(search(int
 ومؤشر إلى العقدة الجذر، الخوارزمية أيضا منفذة بالطريقة التكرارية.
```
bool
 
BinarySearchTree::search
(
int
 
val
)

{

    
Node
 
*
next
 
=
 
this
->
root
();

    

    
while
 
(
next
 
!=
 
NULL
)
 
{

        
if
 
(
val
 
==
 
next
->
value
())
 
{

            
return
 
true
;

        
}
 
else
 
if
 
(
val
 
<
 
next
->
value
())
 
{

            
next
 
=
 
next
->
left
();
   

        
}
 
else
 
{

            
next
 
=
 
next
->
right
();

        
}

    
}
 

            

    
// غير موجود

    
return
 
false
;

}

```

### إدخال
يبدأ الإدخال كما يبدأ البحث; إذا لم تكن القيمة المراد إدخالها مساوية للجذر، نبحث في الشجرة الفرعية اليسرى أو اليمنى كما من قبل. أخيرا، سنصل إلى عقدة خارجية ونضيف القيمة كابن يميني أو يساري، اعتمادا على قيمة العقدة. وبعبارة أخرى، نفحص الجذر وندخل العقدة الجديدة في الشجرة الفرعية اليسرى إذا كانت قيمتها أصغر من قمية الجذر، أو في الشجرة الفرعية اليمنى إذا كانت قيمتها أكبر من قيمة الجذر.
هكذا يمكن تنفيذ إدخال في شجرة البحث الثنائية بسي++:
```
 
/* Inserts the node pointed to by "newNode" into the subtree rooted at "treeNode" */

 
void
 
InsertNode
(
Node
*
 
&
treeNode
,
 
Node
 
*
newNode
)

 
{

     
if
 
(
treeNode
 
==
 
NULL
)

       
treeNode
 
=
 
newNode
;

     
else
 
if
 
(
newNode
->
key
 
<
 
treeNode
->
key
)

       
InsertNode
(
treeNode
->
left
,
 
newNode
);

     
else

       
InsertNode
(
treeNode
->
right
,
 
newNode
);

 
}

```

وهنا تنفيذ بالطريقة التكرارية للإدخال في شجرة البحث الثنائية في جافا:
```
private
 
Node
 
m_root
;

public
 
void
 
insert
(
int
 
data
)
 
{

    
if
 
(
m_root
 
==
 
null
)
 
{

        
m_root
 
=
 
new
 
TreeNode
(
data
,
 
null
,
 
null
);

        
return
;

    
}

    
Node
 
root
 
=
 
m_root
;

    
while
 
(
root
 
!=
 
null
)
 
{

        
// Not the same value twice

        
if
 
(
data
 
==
 
root
.
getData
())
 
{

            
return
;

        
}
 
else
 
if
 
(
data
 
<
 
root
.
getData
())
 
{

            
// insert left

            
if
 
(
root
.
getLeft
()
 
==
 
null
)
 
{

                
root
.
setLeft
(
new
 
TreeNode
(
data
,
 
null
,
 
null
));

                
return
;

            
}
 
else
 
{

                
root
 
=
 
root
.
getLeft
();

            
}

        
}
 
else
 
{

            
// insert right

            
if
 
(
root
.
getRight
()
 
==
 
null
)
 
{

                
root
.
setRight
(
new
 
TreeNode
(
data
,
 
null
,
 
null
));

                
return
;

            
}
 
else
 
{

                
root
 
=
 
root
.
getRight
();

            
}

        
}

    
}

}

```

وهنا تنفيذ بالطريقة العودية للإدخال:
```
private
 
Node
 
m_root
;

public
 
void
 
insert
(
int
 
data
){

    
if
 
(
m_root
 
==
 
null
)
 
{

        
m_root
 
=
 
TreeNode
(
data
,
 
null
,
 
null
);
	

    
}
else
{

        
internalInsert
(
m_root
,
 
data
);

    
}

}

	

private
 
static
 
void
 
internalInsert
(
Node
 
node
,
 
int
 
data
){

    
// Not the same value twice

    
if
 
(
data
 
==
 
node
.
getValue
())
 
{

        
return
;

    
}
 
else
 
if
 
(
data
 
<
 
node
.
getValue
())
 
{

        
if
 
(
node
.
getLeft
()
 
==
 
null
)
 
{

            
node
.
setLeft
(
new
 
TreeNode
(
data
,
 
null
,
 
null
));

        
}
else
{

            
internalInsert
(
node
.
getLeft
(),
 
data
);

        
}

    
}
else
{

        
if
 
(
node
.
getRight
()
 
==
 
null
)
 
{

            
node
.
setRight
(
new
 
TreeNode
(
data
,
 
null
,
 
null
));

        
}
else
{

            
internalInsert
(
node
.
getRight
(),
 
data
);

        
}
	

    
}

}

```

### ترتيب
بالإمكان استخدام شجرة البحث الثنائية لتنفيذ خوارزمية بحث كفئة. ندخل كل القيم المراد ترتيها إلى شجرة بحث ثنائية، وبعد ذلك نمر على الشجرة بالترتيب بانين النتيجة:
```
def
 
build_binary_tree
(
values
):

    
tree
 
=
 
None

    
for
 
v
 
in
 
values
:

        
tree
 
=
 
binary_tree_insert
(
tree
,
 
v
)

    
return
 
tree

def
 
get_inorder_traversal
(
root
):

    
'''

    Returns a list containing all the values in the tree, starting at *root*.

    Traverses the tree in-order(leftChild, root, rightChild).

    '''

    
result
 
=
 
[]

    
traverse_binary_tree
(
root
,
 
lambda
 
element
:
 
result
.
append
(
element
))

    
return
 
result

```